# Integrationsminister
Integrationsminister är en minister i några länders regeringar som ansvarar för integrationspolitiken. I Sverige har posten tidvis (2003-2010) benämnts integrations- och jämställdhetsminister, men mellan 2010 och 2014 återinförde Alliansregeringen integrationsminister, Erik Ullenhag, som sorterade under Arbetsmarknadsdepartementet. 2014 valde regeringen Löfven att inte tillsätta en Integrationsminister.
I Danmark är benämns motsvarigheten minister for flygtninge, indvandrere og integration och i Norge barne-, likestillings- og inkluderingsminister.
I Finland och Tyskland ansvarar migrations- och Europaminister respektive inrikesministern för integrationsfrågor.

## Fotnoter
1. ↑  ”Ministeriets webbplats”. Arkiverad från originalet den 1 maj 2008. https://web.archive.org/web/20080501105939/http://www.nyidanmark.dk/da-dk. Läst 22 oktober 2010.
2. ↑  Barne-, likestillings- og inkluderingsdepartementets webbplats